# Myotis hermani
Myotis hermani é uma espécie de morcego da família Vespertilionidae.
Apenas pode ser encontrada na Indonésia.